# Ozourt
Ozourt település Franciaországban, Landes megyében. Lakosainak száma 198 fő (2022. január 1.). Ozourt Castelnau-Chalosse, Clermont, Garrey, Pomarez és Poyartin községekkel határos.

## Népesség
A település népességének változása:
| Lakosok száma | 205  | 185  | 172  | 175  | 205  | 203  | 203  | 201  | 197  | 198  |
|               | 1968 | 1982 | 1990 | 2006 | 2013 | 2015 | 2017 | 2019 | 2020 | 2022 |